# Geaya ventralis
Geaya ventralis is een hooiwagen uit de familie Sclerosomatidae.